# Stuart Benjamin

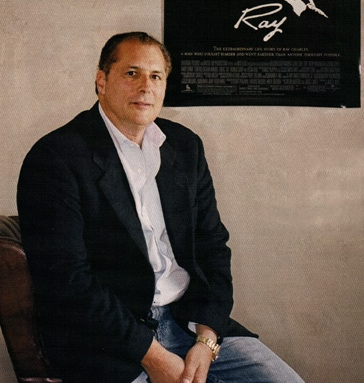
Stuart Benjamin, 2005

Stuart Benjamin (* 25. April 1946 in Los Angeles, Kalifornien) ist ein US-amerikanischer Filmproduzent.

## Karriere
Stuart Benjamin begann im Jahr 1985 im Filmstab zu arbeiten. Im Jahr 1986 begann er als Executive Producer zu arbeiten und wirkte so bei den Filmen Billy Gavin, La Bamba und Ein Leben voller Leidenschaft mit. Für seine Beteiligung an dem Film Ray erhielten er, Taylor Hackford und Howard Baldwin bei der Oscarverleihung 2005 eine Oscarnominierung in der Kategorie „Bester Film“. Die Auszeichnung wurde aber Clint Eastwood, Albert S. Ruddy und Tom Rosenberg für Million Dollar Baby überreicht. Des Weiteren erhielt er einen Black Reel Award und einen Grammy Award mit James Austin und Taylor Hackford.

## Filmografie (Auswahl)
- 1985: White Nights – Die Nacht der Entscheidung (White Nights)
- 1986: Billy Galvin
- 1988: Ein Leben voller Leidenschaft (Everybody’s All-American)
- 1991: Geboren in Queens (Queens Logic)
- 1991: Tödliche Gedanken (Mortal Thoughts)
- 2004: Ray